# Anomis bidentata
Anomis bidentata là một loài bướm đêm trong họ Erebidae.